# ジョン・ミッチェル (ミュージシャン)
ジョン・ミッチェル（John Mitchell、1973年6月21日 - 、アイルランド・クレア県シャノン生まれ）は、歌手、ミュージシャン、ソングライター、音楽プロデューサーである。主にギターを演奏し、イット・バイツ、アリーナ、フロスト*、キノ、A、アーバン、ロンリー・ロボット、エイジアのメンバーを務めている。

## 略歴
ミッチェルは、1986年8月にプリンス・トラスト・コンサートでエリック・クラプトンがアルバム『オーガスト』からの曲「ミス・ユー」を演奏するのを観たときが、「ヴァイオリンを置いてギターを弾くことに決めた唯一の瞬間」だったと述べている。
ジェフ・ベック、トレヴァー・ラビン、デヴィッド・ギルモアなどのギタリストの影響を受けたミッチェルは、主として歌ってギターを演奏するのだが、それだけでなく複数の楽器を演奏するアーティストでもある。イギリスのプログレッシブ・ポップ・バンドであるイット・バイツにて現在、フロントマンとして活動していることで最もよく知られている（2006年にオリジナルの歌手にしてギタリストであるフランシス・ダナリーの後任となった）。ミッチェルはまた、アリーナ、アーバン、キノ、フロスト*、ジョン・ウェットン・バンドなど、他の多くのプログレッシブ・ロック・バンドでもギターを演奏している。2008年、ミッチェルはAにドラフトされ、オリジナル・ベース奏者であるダン・カーターの代わりとしてベースを演奏し、2009年に行われた10日間のヘッドライナー・ツアーだけでなく、12月のワイルドハーツをサポートするイギリス・ツアーにも参加した。2012年、ミッチェルはマーティン・バレと彼のバンド「New Day」でツアーを行い、ジェスロ・タルの曲の多くでリード・ボーカルを歌った。
ミッチェルはまた、イギリスのレディングにあるレコーディング・スタジオである「Outhouse Studios」の音楽プロデューサー兼レコーディング・エンジニアでもあり、エンター・シカリ、ユー・ミー・アット・シックス、ロワー・ザン・アトランティス、アーキテクツ、ザ・ブラックアウト、キッズ・イン・グラス・ハウシズ、フューネラル・フォー・ア・フレンド、マイ・パッション、イグジット・テン、アイ・ディヴァイド、アイヴィーライズ、Anavae、タッチストーン、ユア・ディマイズ、You And What Armyなど、数多くのロック・バンドの音楽をレコーディングし、プロデュースした。
ミッチェルの最新の音楽プロジェクトは、2015年2月23日にアルバム『プリーズ・カム・ホーム』をリリースした、ロンリー・ロボットというソロ・プロジェクトである。ピーター・コックス、スティーヴ・ホガース、ジェム・ゴドフリー、ニック・カーショウ、イギリスの俳優リー・イングルビーなど、多数のゲスト・アーティストが参加している。続くアルバム『ザ・ビッグ・ドリーム』が2017年4月にリリースされた。
ミッチェルは、プログレッシブ・ロック・アーティストに焦点を当てた独立系レコード・レーベルである「White Star Records」の共同所有者および共同創設者でもある。ミッチェルは、2016年に「White Star Records」からソロ名義によるEP『The Nostalgia Factory』をリリースした。
2024年4月には、英国のプログレッシブ・ロックバンドエイジアに加入。

## 楽器
ミッチェルは主にコート・ギター (Cort Guitars)を使用し、ステージでは白と黒のG254、レコーディングではタバコG210と青/黒のG290を使用している。また、スタジオでは、アルバレツ・ヤイリ・アコースティックギターや、PRSクラシックを演奏している。ミッチェルのラック・セットアップは、マーシャルJMP1プリアンプと、ビンテージのコルグA3エフェクト・ユニットによって生成されるエフェクトで構成されている。この信号は、マーシャル・バルブステート80/80パワーアンプによって4 x 12マーシャル・キャブに増幅される。

## ディスコグラフィ

### アーバン
- Neon (1999年)
- Glitter (2003年)

### アリーナ
- 『ザ・クライ』 - The Cry (1997年) ※EP
- Welcome to the Stage (1997年) ※ライブ
- 『ザ・ヴィジター』 - The Visitor (1998年)
- 『インモータル?』 - Immortal? (2000年)
- 『ブレックファスト・イン・ピアリッツ』 - Breakfast in Biarritz (2001年) ※ライブ
- 『コンテイジョン』 - Contagion (2003年)
- Contagious (2003年) ※EP
- Contagium (2003年) ※EP
- 『ライヴ・アンド・ライフ』 - Live & Life (2004年) ※ライブ
- 『ペパーズ・ゴースト』 - Pepper's Ghost (2005年)
- 『ザ・セヴンス・ディグリー・オブ・セパレーション - 7次の隔たり』 - The Seventh Degree of Separation (2011年)
- 『アリーナ・ライヴ 2011/12』 - Arena: Live (2013年) ※ライブ
- The Unquiet Sky (2015年)
- Arena: XX (2016年) ※ライブ
- Double Vision (2018年)

### キノ
- 『ピクチャー』 - Picture (2005年)
- 『カッティング・ルーム・フロア』 - Cutting Room Floor (2005年) ※コンピレーション
- 『レディオ・ヴォルテール』 - Radio Voltaire (2018年)

### フロスト*
- 『ミリオンタウン』 - Milliontown (2006年)
- 『エクスペリメンツ・イン・マス・アピール』 - Experiments in Mass Appeal (2008年)
- Frost* Tour (2008年) ※ライブEP
- FrostFest Live (2009年) ※ライブ
- 『ザ・フィラデルフィア・エクスペリメント』 - The Philadelphia Experiment (2010年) ※ライブ
- 『ザ・ロックフィールド・ファイルズ』 - The Rockfield Files (2013年) ※ライブ
- 『フォーリング・サテライツ』 - Falling Satellites (2016年)
- Others EP (2020年)
- 『デイ・アンド・エイジ』 - Day and Age (2021年)
- 『アイランド・ライヴ』 - Island Live (2023年) ※ライブ
- 『ライフ・イン・ザ・ワイヤーズ』 - Life in the Wires (2024年)

### ブラインド・イーゴ
- Mirror (2007年)

### ジョン・ウェットン
- Amorata (2009年)

### イット・バイツ
- 『ホウェン・ザ・ライツ・ゴー・ダウン』 - When The Lights Go Down (2007年) ※ライブ
- 『ザ・トール・シップス』 - The Tall Ships (2008年)
- 『イッツ・ライヴ』 - This Is Japan (2010年) ※ライブ
- Deutsches Live! (2010年) ※ライブ
- 『マップ・オヴ・ザ・パスト』 - Map of the Past (2012年)

### Gandalf's Fist
- A Forest of Fey (2014年)[12][13]

### ロンリー・ロボット
- 『プリーズ・カム・ホーム』 - Please Come Home (2015年)
- 『ザ・ビッグ・ドリーム』 - The Big Dream (2017年)
- 『アンダー・スターズ』 - Under Stars (2019年)
- Feelings Are Good (2020年)
- A Model Life (2022年)

### ソロ
- The Nostalgia Factory (2016年) ※EP